# Égly
Égly is een gemeente in het Franse departement Essonne (regio Île-de-France) en telt 7.078 inwoners (2022). De plaats maakt deel uit van het arrondissement Palaiseau.

## Geografie
De oppervlakte van Égly bedraagt 3,9 km², de bevolkingsdichtheid is 1.601 inwoners per km².
Op de grens met Ollainville ligt het meer Étang de Trévoix met een oppervlakte van 26 ha.
De onderstaande kaart toont de ligging van Égly met de belangrijkste infrastructuur en aangrenzende gemeenten.

## Demografie
Onderstaande figuur toont het verloop van het inwonertal (bron: INSEE-tellingen).